# Sintoria rossi
Sintoria rossi är en tvåvingeart som beskrevs av Wilcox 1972. Sintoria rossi ingår i släktet Sintoria och familjen rovflugor. Inga underarter finns listade i Catalogue of Life.